# KZ Bahrsplate

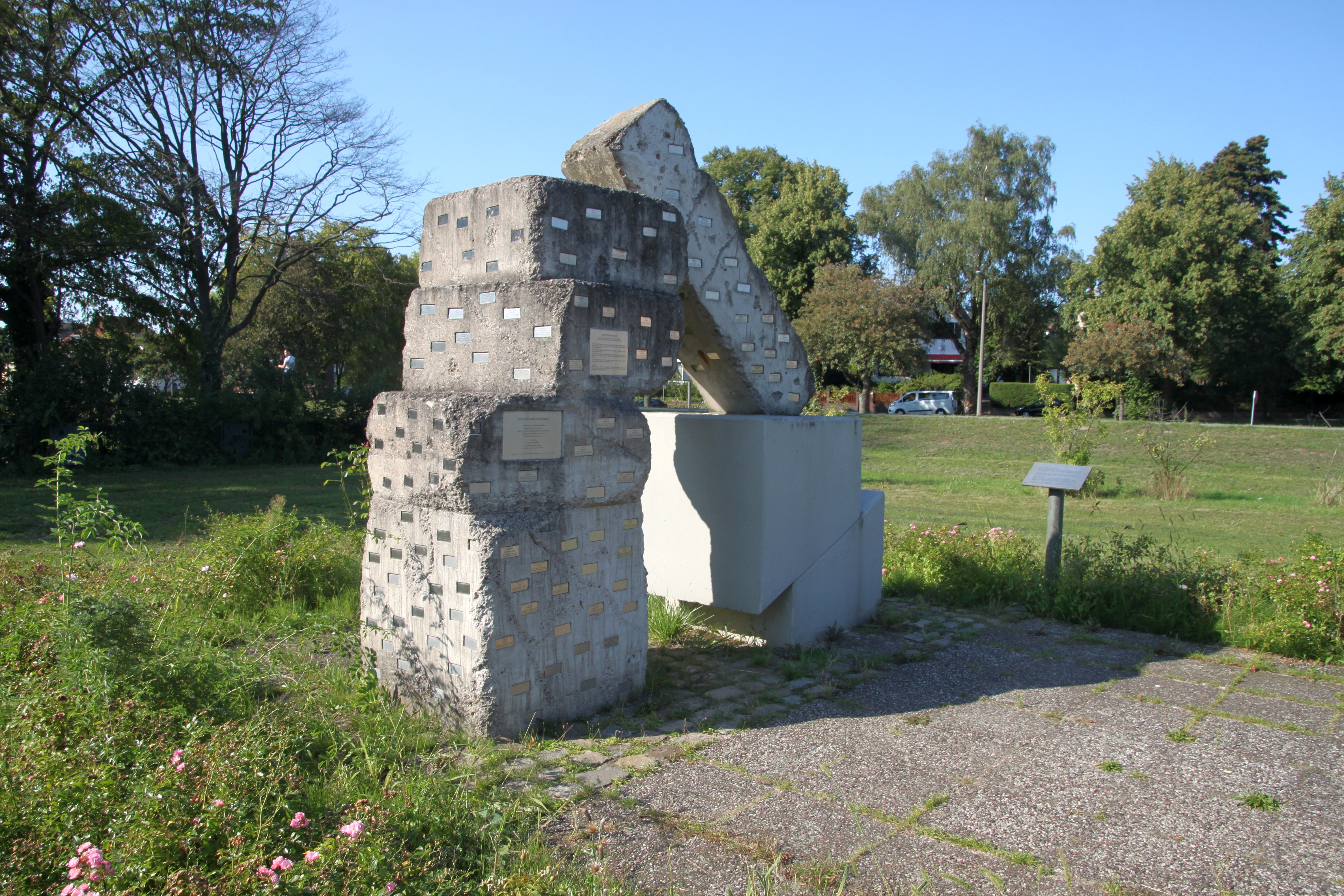
Mahnmal Stein der Hoffnung

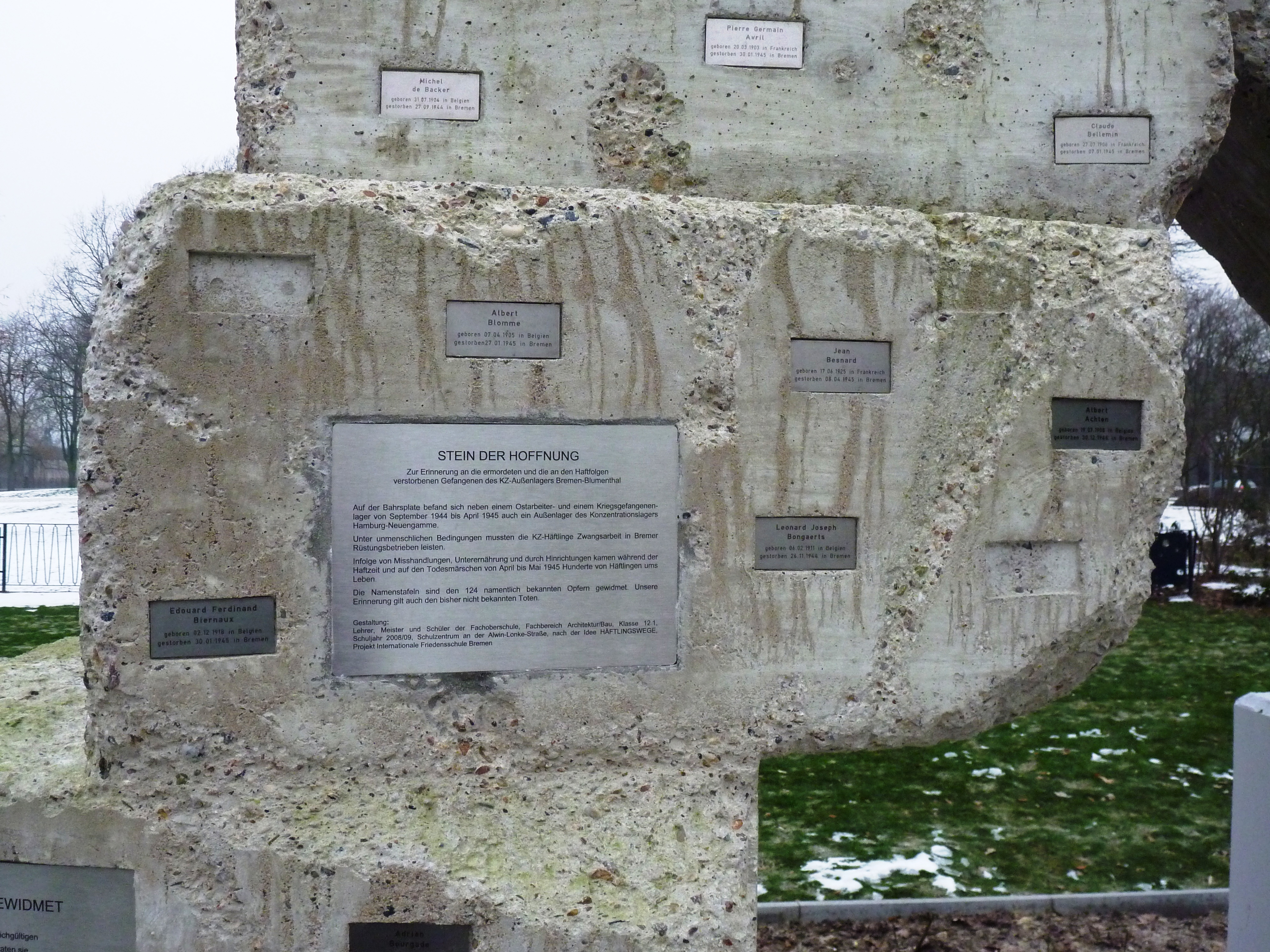
Namensschilder von umgekommenen Häftlingen am "Stein der Hoffnung", Stand November 2009

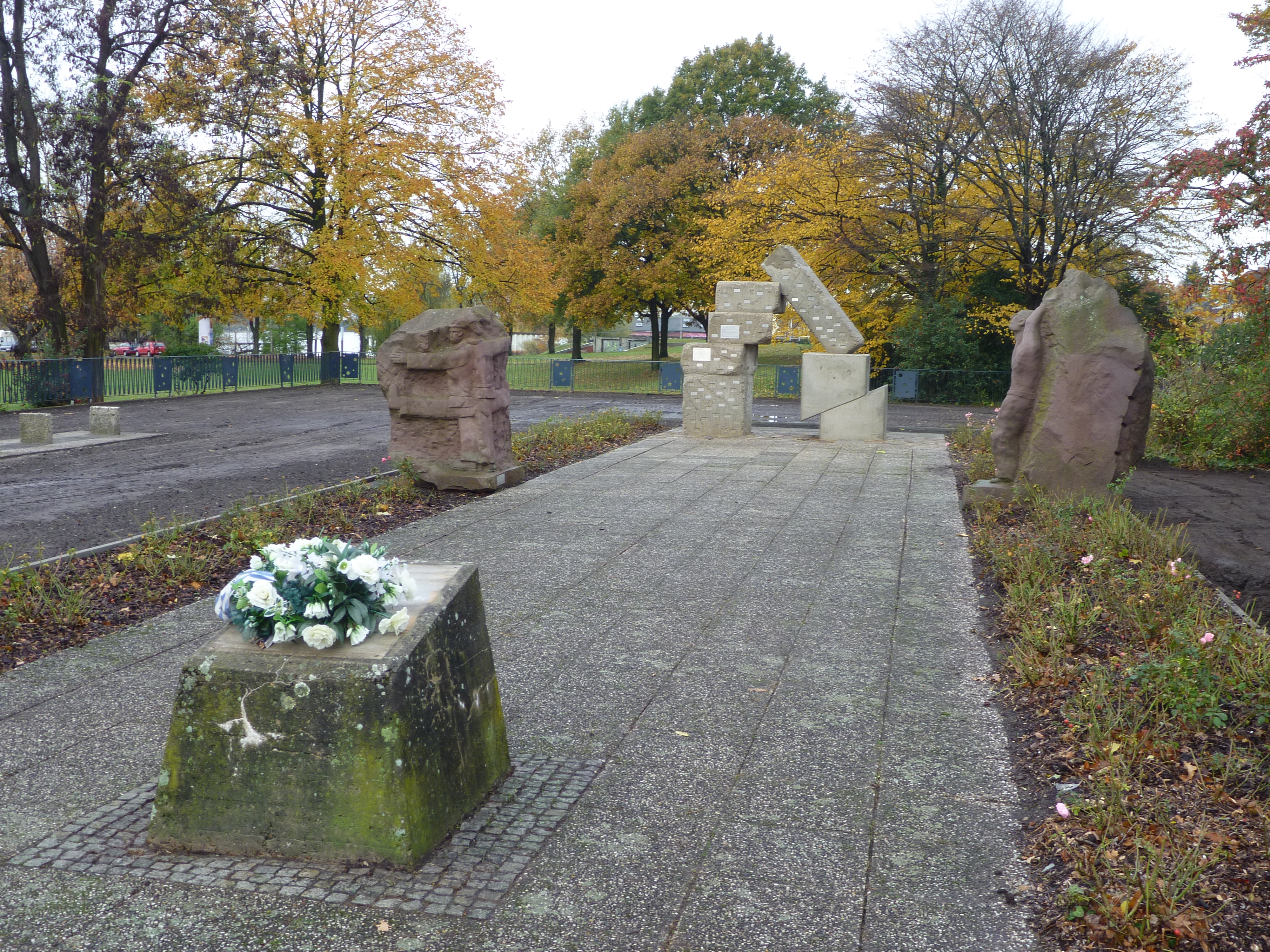
Gedenkstätte "Rosen für die Opfer", Ausbaustand November 2009

Das KZ Bahrsplate war eines der über 85 Außenlager in Bremen-Blumenthal des nationalsozialistischen Konzentrations- und Stammlagers Hamburg-Neuengamme. Es wurde Ende August 1944 im westlichen Teil eines Lagers der Deschimag auf dem Gelände des früheren Volksparks auf der ehemaligen Weserinsel Bahrsplate eingerichtet. 
Die vorwiegend ausländischen Häftlinge hatten Zwangsarbeit für die Marinerüstung zu leisten. Die Hauptarbeitsplätze befanden sich in dem Gebäude der benachbarten Bremer Woll-Kämmerei und in der Stammwerft der Deschimag in Bremen-Gröpelingen. Einige Arbeitskommandos wurden beim Bau der verbunkerten U-Boot-Werft „Valentin“ in Bremen-Rekum eingesetzt. Die Kapazität des Blumenthaler Lagers betrug ca. 1000 Personen.
Vier Wochen vor Kriegsende schickte die SS-Lagerleitung angesichts der sich nähernden alliierten Truppen die entkräfteten Häftlinge auf Transport. Viele starben unterwegs; die meisten von ihnen verloren am 3. Mai 1945 bei der Bombardierung von KZ-Schiffen in der Ostsee das Leben.

## Geschichte des KZ-Außenlagers

### Entstehung des Lagers
1942 pachtete die zum Krupp-Konzern gehörige Deschimag / AG Weser das Gelände des an der Weser gelegenen Volksparks Bahrsplate. Es entstanden Unterkünfte für ca. 2000 Personen. In einem Teil des Lagerkomplexes wurden „Ostarbeiter“, Wachmannschaften und französische Kriegsgefangene untergebracht; hier befand sich auch eine Desinfektionsanstalt des Gesundheitsamtes. Die Barackenunterkünfte im Westteil des Geländes wurden spätestens ab Februar 1943 mit sowjetischen Kriegsgefangenen belegt.

### Einrichtung des KZ Bremen-Blumenthal
Am 20. August 1944 übernahm die SS die Gebäude und richtete hier ein KZ mit zunächst 500, später bis zu 1000 männlichen Häftlingen ein, die vorwiegend nichtdeutscher Herkunft waren. Allein die Kapos waren Deutsche. Eine Lagerliste ist nicht erhalten. Die größte Häftlingsgruppe stellten Belgier (Durchgang von über 400 Personen). Todesmeldungen belegen, dass zahlreiche andere Nationalitäten zur Lagergesellschaft gehörten: u. a. Franzosen, Polen, Sowjets, Griechen, Kroaten. Für kurze Zeit waren hier auch Dänen interniert. Im November gelangten deutsche und polnische Juden mit einem Transport aus dem KZ Oranienburg in das Lager.

### Evakuierung des Lagers

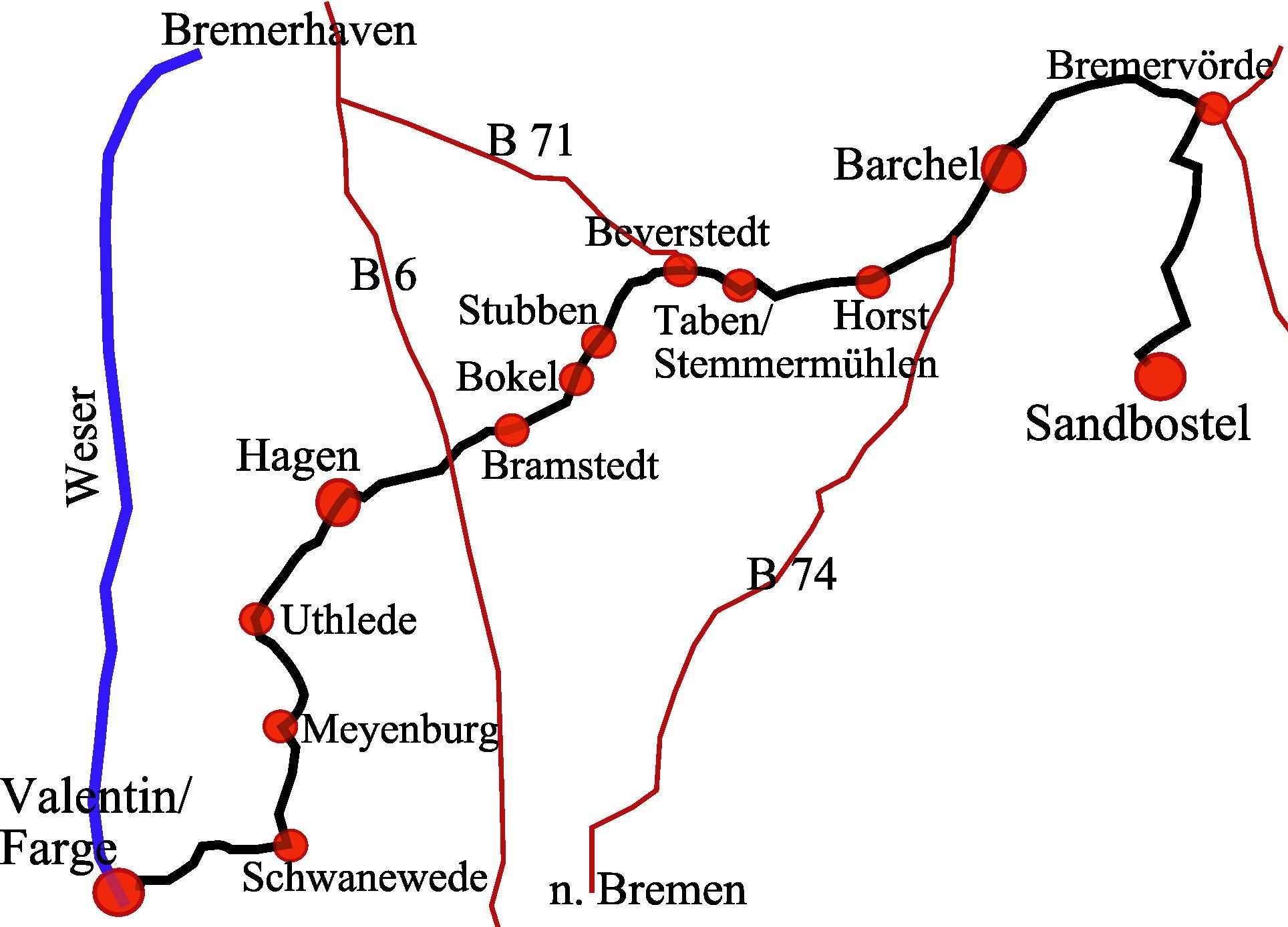
Verlauf des Todesmarsches im April 1945 zum Stalag X B (Sandbostel)

Das Lager wurde am 9. April 1945 beim Anrücken britischer Truppen von Süden evakuiert. Jüdische Häftlinge wurden in das Sterbelager Bergen-Belsen transportiert, kranke Gefangene in ein gesondertes Areal des Kriegsgefangenenlagers Sandbostel. Alle „Marschfähigen“ trieben die Wachmannschaften in mehreren Tagesetappen von Blumenthal nach Bremervörde; wer nicht folgen konnte, wurde von der SS erschossen. Die Häftlinge gelangten dann per Bahntransport in das Stammlager Neuengamme, anschließend auf Schiffe in der Neustädter Bucht. Beim Untergang der Cap Arcona und der Thielbeck starben Tausende KZ-Häftlinge noch in den letzten Kriegstagen.

### Unterbringung
Die KZ-Insassen waren in sieben oder acht Wohnbaracken unterschiedlicher Größe mit drei oder vier Stuben untergebracht. Jede Stube nahm ca. 35 Personen auf und war mit dreistöckigen Betten sowie Tischen und Bänken ausgestattet. Daneben wies das Lager etwa sechs Funktionsbaracken auf (Schreibstube, Krankenrevier, Wirtschaftsbaracke, Waschraum, Latrine[n], Kleiderkammer).

### Lebens- und Arbeitsbedingungen
Die Kleidung bestand aus zumeist schlechtem Schuhwerk, gestreiften Hosen, Jacken und Mützen oder aus willkürlich ausgeteilten zivilen Kleidungsstücken, die durch Aufnäher oder Farbkennzeichen den Häftlingsstatus signalisierten. Die Ernährung war nicht ausreichend. Lange Arbeitszeiten, Vernachlässigung, mangelnde medizinische Versorgung, Schikanen und Prügel stellten eine ständige lebensbedrohliche Gefahr dar.
Die Männer wurden vorwiegend auf Arbeitsstätten der Deschimag eingesetzt. Das größere Arbeitskommando befand sich in dem 1 km entfernten „Hochbau“ auf dem Gelände der Bremer Wollkämmerei. Ein zweites Kommando legte den Weg täglich mit dem Schiff zur Stammwerft in Bremen-Gröpelingen zurück. Weihnachten 1944 wurde ein Teil der Männer in das neu geschaffene KZ-Außenlager Schützenhof in Bremen-Gröpelingen verlegt. Daneben dürfte es vereinzelt Arbeitskommandos auf der Baustelle der verbunkerten U-Boot-Werft „Valentin“ in Farge-Rekum gegeben haben.

### Lagerpersonal
Kommandoführer des Lagers war der von der Wehrmacht in die SS übernommene SS-Hauptscharführer Johann-Richard vom Endt. Die Zahl der regelmäßig eingesetzten SS-Führer ist mit maximal drei anzunehmen. Einer Reserve-Kompanie von älteren Marinesoldaten oblag die eigentliche Wachtätigkeit. Die unmittelbare Kontrolle im Lager übten im Auftrag der SS die 19 deutschen Funktionshäftlinge („Kapos“) aus, die in der Mehrzahl aufgrund ihres brutalen und unsolidarischen Verhaltens eine große Gefahr für die anderen Gefangenen darstellten.

### Häftlinge
Am 29. März 1945 betrug die Zahl der Insassen nach einer Auflistung des Neuengammer SS-Standortarztes Trzebinski 929 Personen. In den 30 Wochen seines Bestehens kamen im Lager mindestens 125 Menschen zu Tode, darunter 87 belgische Häftlinge. Besonders im kalten Winter 1944/45 stieg die Todesrate stark an. Am 29. Oktober 1944 ließ die SS zwei polnische Gefangene hängen. Die Bevölkerung wurde Zeuge der öffentlichen Hinrichtung.
Die Gefangenen wagten es immer wieder, den Arbeitsprozess zu verlangsamen oder zu sabotieren. In kleinen Widerstandsgruppen organisiert, versuchten sie, den Alltag erträglicher zu gestalten. Es entstanden mehrere Fluchtpläne. Die zunächst erfolgreiche Flucht zweier Franzosen endete bereits nach wenigen Tagen. Eine kleine Gruppe von Franzosen und Belgiern entwickelte den Plan eines Tunnels, der unter dem Doppelzaun zum Weser-Strand führen sollte. Das Projekt scheiterte kurz vor Fertigstellung.

#### Bekannte Häftlinge
- Pierre Fertil (1923–2015), französischer Maler und Anästhesist
- Pierre Billaux (1925–2018), französischer Politiker und Résistancekämpfer
- André Duroméa (1917–2011), französischer Politiker und Résistancekämpfer
- Martin Abraham Stock (1892–1970), Fußballfunktionär und DFB-Vorstandsmitglied

## Nachgeschichte
Die Wohnbaracken des ehemaligen Deschimag-Lagers wurden unter alliierter Kontrolle zunächst von Displaced Persons genutzt. Später fanden hier vorwiegend Umsiedler aus den früheren deutschen Ostgebieten eine Unterkunft. Die 16 Gebäude, in denen 1958 noch 181 Personen wohnten, waren nach der Sturmflut von 1962 unbewohnbar. Die Stadtgemeinde richtete erneut ein Parkgelände ein.

## Gedenkstätte

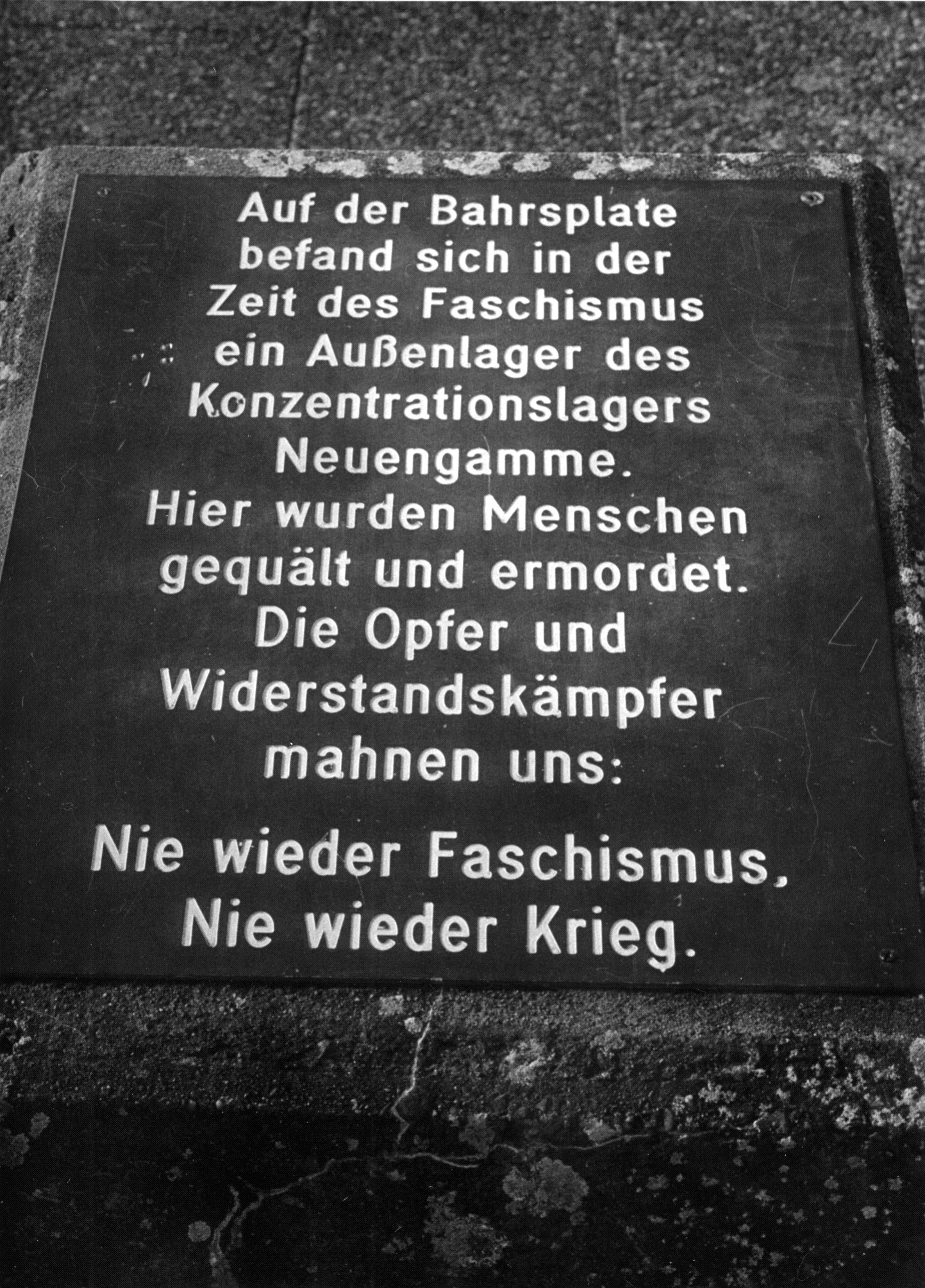
Gedenkstein Bahrsplate

Bei Workcamps des antifaschistischen Arbeitskreises im Gustav-Heinemann-Bürgerhaus (Vegesack) und der Friedensschule Marzabotto (Italien) beteiligten sich auch Jugendliche aus Ungarn und der Tschechoslowakei an der Gestaltung der Gedenkstätte Rosen für die Opfer. Diese wurde 1985 von Gustav Böhrnsen eingeweiht und später durch zwei in der Justizvollzugsanstalt Oslebshausen entstandene Skulpturen (Henker, Opfer) erweitert. 
Eine Plakette des Projektes Häftlingswege des Gustav-Heinemann-Bürgerhauses an der ehemaligen Straße Zum Müllerloch erinnert seit 2009 an die täglichen Marschkolonnen, die sich zwischen der Bahrsplate und der Bremer Wollkämmerei durch den Ort bewegten.
Stein der Hoffnung
Die Gedenkstätte Rosen für die Opfer wurde durch einen Stein der Hoffnung erweitert. An diesem sind Namensschilder von gestorbenen oder ermordeten Lagerinsassen angebracht, bislang von 128 Personen. Er wurde entworfen und errichtet von Schülerinnen und Schülern des Schulzentrums an der Alwin-Lonke-Straße und am 4. November 2009 vom Präsidenten des Bremer Senats Jens Böhrnsen eingeweiht.